# 孔敬通
孔敬通（？—？），南朝梁官员、书法家。

## 生平
梁大同中葉擔任東宮學士，與庾肩吾、徐摛、王囿、鲍至等同時，是蕭綱幕下的文人。能寫一手草書，又創“反左書”，“能一筆草書，一行一斷，婉約風流，特出天性，頃來莫有繼者。又創為左右書，當時座上酬答，無有識者，应元威见而达之，遂呼为众中清闲法”。